# میرزا ابوالقاسم شیرازی
میرزا ابوالقاسم شیرازی، (متوفی ۱۲۹۳ق). از عالمان و بزرگان مشایخ شیراز در قرن سیزدهم هجری است و به دلیل آن که " سرحلقه خاموشان و مقصد خرقه پوشان " بود و " همواره زبانش از گفتن خاموش " بود (قاآنی، صص ۵۱–۴۹) به "خاموش شیرازی " یا " سکوت شیرازی" مشهور شد. (حاج میرزا حسن حسینی فسایی، ج ۲، ص ۱۱۳۷).
وی پس از تحصیلات مقدماتی در شیراز، به تهذیب نفس پرداخته، به اصفهان سفر کرد و در نزد نور علیشاه به تحصیل پرداخت. (آقا بزرگ تهرانی، ج۲/۹، ص۴۵۴) و پس از آن به نائین رفت و به خدمت حاج عبدالوهاب مرشد نائینی رسید و مجذوب وی شد. (محمد معصوم شیرازی، ج ۳، ص ۲۴۷).
پس از مدتی، میرزا ابوالقاسم به فرمان مرادش، حاج عبدالوهاب مرشد نائینی، به کاشان سفر کرد و در نزدِ یکی از مشایخ بزرگ کاشان به خدمت مشغول گردید. (محمد حسین رکن زاده آدمیت، ج ۳، ص ۱۶۷).
بعد از چندی به زیارت مکه مکرمه و مدینه منوره مشرف شد و چنان‌که خود می‌گوید: «... روزی در مدینه مشغول زیارت بودم که بر خلاف روزهای دیگر، در رواق، این عبارت را نوشته دیدم: «اللهم ارنا الاشیاء کما هی» از زیارت آن عبارت پریشانی غریبی به من دست داد، رهسپار شیراز شدم، مختصر ارمغانی گرفته، به زیارت آن پیر کامل به نائین شتافتم». (روحانی وصال، ص۲۴، حاشیه).
به هنگام بازگشت به نائین، مدتی در منزل مرادش، حاج عبدالوهاب مرشد نائینی اقامت گزید، اما به گفته حاج محمد حسین قزوینی، رئیس فرقه اخوان نعمت‌اللهی و شاگرد میرزا ابوالقاسم، وی مورد خشم مرادش واقع شد و از منزل وی طرد گردید و به ناچار در خرابه‌ای مسکن گزید و با اشارت وی ریاضت‌های شدید کشید. (محمد معصوم شیرازی، همان).
پس از چهل روز، حاج عبدالوهاب مرشد نائینی دوباره او را به منزل خویش برد و از آن زمان به مقام حقیقت دست یافت. (روحانی وصال، همان).
پس از چندی، میرزا ابوالقاسم به فرمان مرادش به شیراز بازگشت و در آن جا ازدواج نمود. چندی بعد، به شوق دیدار پیر خود، دوباره عازم نائین شد و با کسب اجازه از محضر وی، به زیارت مشهد مقدس رفت و از آن‌جا بار دیگر به زیارت مکه مکرمه رفت و از راه حلب، شام و عراق به شیراز بازگشت. در این حال مقام وی در شیراز به جایی رسید که «مردمان هوشمند و بزرگان فارس و پاره‌ای از رجال ایران به دور شمع وجودش پروانه‌سان جمع شدند». (همان، ص ۲۶).
میرزا محمد شفیع وصال (۱۲۶۲ق. -۱۱۹۷ ق) یکی از مریدان وی بود که تا پایان عمرِ شیخ، در خدمت وی به سر می‌برد. وی هم‌چنین قصیده‌ای در رثای حاج عبدالوهاب مرشد نائینی سروده‌است. (دیوان کامل وصال شیرازی، ج۱، ص نه پیشگفتار/، ماهیار نوابی، ص ۱۵۰).
میرزا ابوالقاسم پس از بازگشت به شیراز دوباره به نائین سفر کرد و به مدت بیست روز درخدمت پیر خویش به سر برده، به شیراز بازگشت و پس از یک سال مجدداً به دیدار حاج عبدالوهاب مرشد نائینی رهسپار شد. به امر وی به کاشان سفر کرد و به هنگام سکونت در کاشان از درگذشت پیر خویش، حاج عبدالوهاب مرشد نائینی مطلع شد.
پس از آن، چهار سال پریشان‌وار در کاشان و اصفهان به سر برد، سپس به شیراز بازگشت، گوشه انزوا گزید و مهر سکوت بر لب زد. (دکتر محمد تقی میر، ج۲، ص ۱۰۲۲). پس از اقامت در شیراز، بسیاری از بزرگان دست ارادت به او دادند. (حسن امداد، ص ۵۰۵).
در طرائق الحقایق ماجرایی از سوء قصد عوام الناس به جان وی به تحریک علمای ظاهری ذکرشده که طی آن مهاجمینِ به شیخ، به دستور حسینعلی میرزا فرمانفرما (آقا بزرگ تهرانی، همان) علت هجوم به خانه او و سوء قصد به جانش را ارتباط با برخی از مریدانی ذکرمی‌کنند که از محرمات نمی‌پرهیزند. شیخ در پاسخ به آنان اظهار داشته که " عجبا من در را بر روی شما که قصد جانم دارید، فرو نمی‌بندم، چگونه بر روی کسانی که به ارادت می‌آیند، در فروبندم! " و این کلام موجب ندامت مهاجمین و ترک منزل وی می‌گردد. (محمد معصوم شیرازی، همان).
بر اساس آنچه که در الذریعه و مکارم الآثار آمده‌است، میرزا ابوالقاسم شیرازی پیش از درگذشت، حاجی محمد حسین حسینی را به عنوان خلیفه و جانشین خویش معرفی کرد (آقا بزرگ تهرانی، همان) و طبق ماده تاریخ «هو الذی لا یموت» در سال ۱۲۳۹ق. در شیرازدرگذشت. (معلم حبیب آبادی، ج۴، ص ۱۰۸۵). او را در بقعه شاهچراغ (ع) به خاک سپردند. (رحمت‌الله مهراز، ص ۳۵۳/ فرصت الدوله شیرازی، ص ۵۶۰/ علی نقی بهروزی، ص ۱۶۳).
میرزا محمد شفیع وصال در شعری به زبان فارسی تاریخ درگذشت وی را ۱۲۳۸ق؛ و در شعری دیگر به زبان عربی تاریخ درگذشت وی را ۱۲۳۹ق. ذکر کرده‌است. (دیوان کامل وصال شیرازی، ج۱، ص یازده پیشگفتار).
زین العابدین شیروانی در حدایق السیاحه بر اساس مراودات خود با میرزا ابوالقاسم شیرازی، پیرامون اعتقاد وی می‌آورد: " ایشان می‌گویند وجود عین واجب است و قابل تجزی و انقسام نیست و منبسط شده‌است بر هیاکل موجودات و ظاهر گشته در آن موجودات و خالی نیست از او شیئی از اشیاء، بلکه به حقیقت و عین اشیاء اوست و امتیاز در میان اشیاء به تقیدات و تعینات اعتباریه‌است به دلیل عقلی و نقلی …" (حاج زین العابدین شیروانی، ص ۲۸۵).
بر اساس مطالب نگاشته شده در بزرگان نامی پارس، وی ذوق شعری داشته و در اشعار خویش با نام «سکوت» تخلص می‌کرده. رباعی زیر به وی نسبت داده شده‌است:
«ای که گفتی و من یمت یرنی/ جان من فدای جمال دلجویت/ کاشکی من به هر دمی صد بار/ مردمی تا بدیدمی رویت». (محمد تقی میر، همان). آقا بزرگ تهرانی نیز دیوان شعری را به وی نسبت داده‌است. (آقا بزرگ تهرانی، همان).
در حدیقه الشعراء و تذکره مرآت الفصاحه میرزا عبد الکریم فرزند وی و میرزا ابوالقاسم نوه وی معرفی شده که اندک ذوقی نیز در شاعری داشته. (سید احمد دیوان بیگی شیرازی، ج ۱، ص ۷۶/ شیخ مفید، ص ۳۷).
نویسنده: فرح نیازکار